# Močidlec
Močidlec  (deutsch Modschiedl) ist ein Ortsteil der Gemeinde Pšov in Tschechien. Er liegt sieben Kilometer nördlich von Manětín und gehört zum Okres Karlovy Vary.

## Geographie
Močidlec befindet sich im Tepler Hochland am südlichen Fuße des Kamenný vrch (538 m). Östlich liegt das Tal der Střela, südlich das des Hrádecký potok. Nördlich erhebt sich der Vladař (693 m).
Nachbarorte sind Vladořice und Bohuslav im Norden, Radotín im Nordosten, Nový Dvůr im Osten, Rabštejn nad Střelou und Stvolny im Südosten, Víska im Süden, Novosedly im Südwesten, Pšov im Westen sowie Kobylé und Kolešov im Nordwesten.

## Geschichte
Die erste schriftliche Erwähnung des Dorfes stammt aus dem Jahre 1204
Močidlec wurde um einen großen rechteckigen, nach Süden abfallenden Dorfplatz angelegt. 1775 brannte die alte Kirche ab; sieben Jahre später ließ Gräfen Theresia von Lazan eine neue errichten.
1850 entstand die politische Gemeinde Modschiedl/Močidlce im Bezirk Luditz. Im Jahre 1890 bestand Modschiedl aus 80 Häusern und hatte 413 deutschsprachige Einwohner. Zu dieser Zeit wurde auch ein Steinkohlenbergwerk betrieben. 1930 hatte das Dorf 370 Einwohner. Nach dem Münchner Abkommen wurde Modschiedl 1938 dem Deutschen Reich zugeschlagen und bis 1945 gehörte das Dorf zum Landkreis Luditz. 1939 hatte Modschied 376 Einwohner. Nach dem Ende des Krieges kam Močidlec zur Tschechoslowakei zurück und wurde 1949 in den Okres Toužim eingeordnet. Am 1. Jänner 1961 erfolgte die Eingemeindung nach Novosedly und gleichzeitig die Zuordnung in den Okres Karlovy Vary. 1979 wurde Močidlec zusammen mit Novosedly nach Pšov eingemeindet. 1991 hatte der Ort 78 Einwohner. Im Jahre 2001 bestand das Dorf aus 43 Wohnhäusern, in denen 75 Menschen lebten.

## Sehenswürdigkeiten
- Kirche Jakobus des Älteren, erbaut 1782
- Statuen aus dem 19. Jahrhundert, am Ortsrand